# 優和 (AV女優)
優和（まお、1991年5月25日 - ）は、日本のAV女優。アロハプロモーション所属。

## 略歴
神奈川県出身。2015年4月、アダルトビデオメーカー・マキシングの専属女優としてAVデビュー。

## 人物
- 趣味:カフェめぐり、美術館めぐり、読書、中国語の勉強、英会話、アロマテラピー
- 特技:水泳、書道、ピアノ。
- 座右の銘は、“Live simply. Dream big. Be grateful. Give love. Laugh lots. Enjoy life.”
- 好きな映画はアニー、(500)日のサマー 、ドライブ、きみに読む物語
- 好きなキャラクターはスヌーピーとマイメロディ
- 尊敬するAV女優としてRioと吉沢明歩を挙げている。

## 出演作品

### アダルトDVD
2015年
- 新人 優和 某有名ミッション系私大卒の知性溢れるとんでもないお嬢様AVデビュー!（4月16日、マキシング）
- 知的で清楚なお嬢様と濃厚4本番（5月16日、マキシング）
- イイ女の発情連れ込み調教（6月16日、マキシング）
- 究極の美女が施す魅惑のマッサージ（7月16日、マキシング）
- 街角美少女を、本気でヤッちゃいました。 2nd. vol.20 千葉県夏祭りで顔射ナンパ編（10月22日、プレステージ）
- 「誰でもいいからして!」 媚薬を盛られ気が狂う程に躰が疼き性欲に逆らえない美人メッセンジャー 2（11月2日、DOC）
- 巷のアカンJKを捕獲! 拘束してHな事しちゃいました!!（11月11日、DOC）※「真耶」名義
- キャバクラ狂いのAV監督ラムチョップが撮りだめしていた人気キャバ嬢の盗撮映像を本邦初公開。店内のトイレでFUCKしたり、アフターでドライブに連れ出しそのままカーセックスしたり、酔わせてハメ撮りしたりなど…やりたい放題。（11月13日、S級素人）

2016年
- ヤリマン3名に囲まれた地味女子は合コンでヤリマン化するのか?（1月19日、ヤリマン伝説）※「まい」名義
- 部活美少女 べろキス唾液まみれ淫交 2（1月22日、upson）※「まお」名義
- ブルマ&スク水姿で着衣中出し（2月6日、親父の個撮）※「まお」名義
- 何回も!誰にでも!中出しOK! ランジェリーメイド おもてなしホテル（2月18日、SODクリエイト）
- 某ミッション系私大卒の清楚なお嬢様 優和〜mao〜 おいしいとこだけ5時間（4月16日、マキシング）※総集編